# Augusto da Costa
Augusto da Costa (Rio de Janeiro, 22 de outubro de 1920 — Rio de Janeiro, 1 de março de 2004), foi um militar e futebolista brasileiro, que atuava como lateral-direito e zagueiro.

## Carreira

### Como jogador
Começou sua carreira no São Cristóvão, em 1935, onde jogou por oito anos e conquistou o Torneio Municipal de 1943. Convocado para a seleção carioca, Augusto chamou a atenção do Vasco e acertou sua transferência em 1945.
No Vasco da Gama foi onde obteve o maior sucesso da carreira, onde atuou de 1945 a 1954, e por um tempo foi o capitão da equipe. Com o Vasco, conquistou cinco campeonatos estaduais (1945, 1947, 1949, 1950 e 1952), bem como torneios de excursões diversas na América do Sul, inclusive o Campeonato Sul-Americano de Campeões, em 1948. Atuou em 305 partidas e marcou 1 gol.
Pela Seleção Brasileira, jogou entre 1946 e 1950, atuando em 20 jogos (14 vitórias, três empates e três derrotas) e marcando um gol. Participou de dois Campeonatos Sul-Americanos, o segundo dos quais ele ganhou, e também participou da Copa do Mundo de 1950, em que o Brasil perdeu para o Uruguai na final do torneio, e Augusto, então capitão da equipe, acabou lesionado no torneio. A partir daí, não foi mais convocado.
Encerrou a carreira em 1953.

### Como treinador
Após o fim de sua carreira como jogador, tentou a sorte como treinador no Guará-DF, e no Belenenses de Portugal, em 1957, mas não conseguiu se firmar e encerrou também sua carreira de técnico.

### Como policial
Após deixar o futebol, trabalhou na Polícia Militar especial do Rio de Janeiro, onde alcançou o posto de Tenente-coronel e comandante da Guarda.
Augusto da Costa foi Chefe da Secretaria de Censura e usou a caneta contra obras históricas da música e do cinema brasileiro, como "Lobo Bobo" (Carlos Lyra e Ronaldo Bôscoli), "Feio não é bonito" (Carlos Lyra e Gianfrancesco Guarnieri) e os filmes "Os Cafajestes", de 1962, escrito e dirigido por Ruy Guerra e "Esta noite encarnarei no teu cadáver", de 1967, protagonizado e dirigido por José Mojica Marins.

### Morte
Augusto da Costa morreu em fevereiro de 2004, aos 83 anos, vítima de uma infecção generalizada. Ele se casou duas vezes e deixou dois filhos, Augusto da Costa Filho e Maria da Glória.

## Títulos
São Cristóvão
- Torneio Municipal de Futebol do Rio de Janeiro: 1943

Vasco da Gama
- Copa Internacional Rivadávia: 1953
- Campeonato Sul-Americano de Clubes Campeões: 1948
- Campeonato Carioca: 1945, 1947, 1949, 1950 e 1952[6][8]
- Taça Centenários de Portugal: 1947
- Torneio Internacional do Chile: 1953
- Quadrangular Internacional do Rio de Janeiro: 1953
- Troféu Cinquentenário do Racing: 1953
- Torneio Início do Rio de Janeiro: 1945 e 1948
- Torneio Municipal de Futebol do Rio Janeiro: 1945, 1946 e 1947
- Torneio Relâmpago: 1943
- Torneio Gerson Santos Coelho: 1948

Seleção Carioca
- Campeonato Brasileiro de Seleções Estaduais: 1944 e 1946

Seleção Brasileira
- Copa Rio Branco: 1947
- Campeonato Sul-Americano (atual Copa América): 1949